# Damalis dattai
Damalis dattai är en tvåvingeart som beskrevs av Joseph och Parui 1999. Damalis dattai ingår i släktet Damalis och familjen rovflugor. Inga underarter finns listade i Catalogue of Life.